# 日本短波放送戸田送信所
日本短波放送戸田送信所（にほんたんぱほうそうとだそうしんしょ）は、かつて埼玉県戸田市に存在した日本短波放送（現・日経ラジオ社）の短波送信所。1954年（昭和29年）8月27日開局、1969年（昭和44年）2月27日廃局（同日長柄送信所に移転）。

## 概要
- カバーエリア：日本全国
- 旧称は戸田橋仮送信所（とだばしかりそうしんしょ）。
- 周辺に障害物のない平地で、送信打上角も低く取れ、伝播状態は概ね現在より良好だったという。
- 跡地は戸田市立喜沢中学校（1975年創立）に転用されている。

## 沿革
- 1954年
  - 1月18日 - 予備免許交付
  - 3月20日 - 実験局免許申請
  - 3月30日 - 実験局免許交付
  - 4月15日 - 実験局開局（JJ2KY　3925kc[2]　500W，JJ2KZ　6905kc　500W）
  - 7月1日 - 混信回避のため JJ2KZ を 6905 → 6055kc に周波数変更、同日株式会社日本短波放送設立
  - 7月17日 - 試験電波発射開始
  - 7月30日 - 本免許交付
  - 7月31日 - 実験局廃局
  - 8月1日 - 試験放送開始
  - 8月27日 - 開局（JOZ　3925kc　5kW，　JOZ2　6055kc　5kW）
- 1955年
  - 5月27日 - JOZ3（9595kc　10kW）試験放送開始
  - 6月15日 - JOZ3（9595kc　10kW）増波
  - 12月2日 - 10kW に増力（JOZ，JOZ2）
- 1958年12月15日 - 17日 - ステレオ試験放送実施
- 1959年4月6日 - 50kW 増力申請
- 1960年10月21日 - 50kW 増力予備免許
- 1961年
  - 7月1日 - JOZ　50kW に増力
  - 8月26日 - 札幌送信所（JOZ4　3945kc　10kW）開局
  - 9月1日 - JOZ2，JOZ3　50kW に増力
- 1963年9月2日 - 第2プロ[3]放送開始（JOZ5　3945kc　50kW，　JOZ6　7230kc　50kW）
- 1968年1月21日 - 第2プロ増波（JOZ7　9760kc　10kW）
- 1969年2月27日 - 廃局、長柄送信所に移転

## 送信施設概要
| 放送局名     | 呼出符号 | 周波数 | 空中線電力 | ERP | 放送対象地域 | 放送区域内世帯数 |
| ------------ | -------- | ------ | ---------- | --- | ------------ | ---------------- |
| 第1プロ      |          |        |            |     |              |                  |
| 日本短波放送 | JOZ      | 3925kc | 10 → 50kW  | -   | 全国         | 約5,110万世帯    |
| 日本短波放送 | JOZ2     | 6055Kc | 10 → 50kW  | -   | 全国         | 約5,110万世帯    |
| 日本短波放送 | JOZ3     | 9595Kc | 10 → 50kW  | -   | 全国         | 約5,110万世帯    |
| 第2プロ      |          |        |            |     |              |                  |
| 日本短波放送 | JOZ5     | 3945kc | 10kW       | -   | 全国         | 約5,110万世帯    |
| 日本短波放送 | JOZ6     | 7230kc | 50kW       | -   | 全国         | 約5,110万世帯    |
| 日本短波放送 | JOZ7     | 9760kc | 50kW       | -   | 全国         | 約5,110万世帯    |

- 第1プロのJOZ4は札幌送信所からの同一周波数送信（3925kc　10kW）
- 送信機：日本電気 SGP-138A（×4） SGP-215B（×2） HFB-117B（×3）
- 空中線：反射器付水平変形ダイポール×5面 傾斜変形ダイポール×1面（予備） 無指向性垂直ダイポール×1面（予備）[4]